# Coenosia pulicaria
Coenosia pulicaria är en tvåvingeart som först beskrevs av Zetterstedt 1845.  Coenosia pulicaria ingår i släktet Coenosia och familjen husflugor. Arten är reproducerande i Sverige. Inga underarter finns listade i Catalogue of Life.